# Space Launch Complex 8
Der Space Launch Complex 8 (SLC-8, gesprochen „Slick Eight“) ist ein aktives Startgelände auf der Vandenberg Space Force Base in Kalifornien, USA.
Der Startkomplex besteht aus einer Startplattform, von der aus seit dem Jahr 2000 Raketen des Typs Minotaur gestartet werden. Er war auch für die Vector vorgesehen.

## Startliste
Stand: 30. Juni 2025
| Start Nr. | Startdatum (UTC)         | Raketentyp       | S/N | Nutzlast       | Art der Nutzlast                      | Inklination  | Anmerkungen |
| --------- | ------------------------ | ---------------- | --- | -------------- | ------------------------------------- | ------------ | ----------- |
| 1.        | 27. Januar 2000 03:03    | Minotaur I       | 1   | JAWSAT, ASUSat | Technologieerprobungssatelliten       | 100,2°       | Erfolg      |
| 2.        | 19. Juli 2000 20:09      | Minotaur I       | 2   | Mightysat 2    | Technologieerprobungssatellit         | 97,8°        | Erfolg      |
| 3.        | 11. April 2005 13:35     | Minotaur I       | 3   | XSS 11         | Technologieerprobungssatellit         | 98,8°        | Erfolg      |
| 4.        | 23. September 2005 02:24 | Minotaur I       | 4   | Streak         | geheimer Forschungssatellit der DARPA | 90,7°        | Erfolg      |
| 5.        | 15. April 2006 01:40     | Minotaur I       | 5   | FORMOSAT-3     | 6 Erdbeobachtungssatelliten           | 72°          | Erfolg      |
| 6.        | 23. April 2010 23:00     | Minotaur IV Lite |     | HTV 2a         | Überschall-Testflugkörper             | (suborbital) | Erfolg      |
| 7.        | 26. September 2010 04:41 | Minotaur IV      | 2   | SSBS           | Weltraumüberwachung                   | SSO          | Erfolg      |
| 8.        | 6. Februar 2011 12:26    | Minotaur I       | 9   | NROL-66        | militärischer Satellit                | 90,2°        | Erfolg      |
| 9.        | 11. August 2011 14:45    | Minotaur IV Lite |     | HTV 2b         | Überschall-Testflugkörper             | (suborbital) | Erfolg      |
| 10.       | 16. April 2025 19:33     | Minotaur IV      | 8   | NROL-174       |                                       | (geheim)     | Erfolg      |